# Station Goutroux
Station Goutroux was een spoorwegstation langs spoorlijn 112 (La Louvière - Marchienne-au-Pont) in Goutroux, een deelgemeente van de stad Charleroi.
Charleroi-Central · 
Charleroi-Nord · 
Charleroi-Ouest · 
Charleroi-Sud-Quai · 
Charleroi-Ville-Haute · 
Couillet · 
 Couillet-Montignies · 
Dampremy · 
Gosselies · 
Goutroux · 
Jumet-Brûlotte · 
La Planche ·
La Villette ·
Lodelinsart · 
Lodelinsart-Ouest · 
Marchienne-au-Pont · 
Marchienne-Est · 
Marchienne-Zône · 
Marcinelle · 
Marcinelle-Haies · 
Monceau · 
Monceau-Usines · 
Montignies-Formation · 
Montignies-Neuville · 
Montignies-sur-Sambre · 
Mont-sur-Marchienne · 
Ransart · 
Roux
0,0: Marchienne-au-Pont ·
4,6: Goutroux ·
7,2: Fontaine-l'Évêque ·
Forchies ·
11,3: Piéton ·
13,4: Carnières ·
15,3: Morlanwelz ·
16,5: Mariemont ·
18,6: Haine-Saint-Pierre ·
19,1: La Louvière-Zuid ·
19,7: Haine-Saint-Paul ·
20,1: La Louvière-Bouvy ·
20,9: La Louvière-Centrum